# Simon-Nicolas Guyardin
Simon-Nicolas Guyardin (3 avril 1760, Langres - 22 juin 1842, Fontainebleau), est un homme politique français.

## Biographie
Il est le fils de Jean Baptiste Guyardin, chirurgien, et de Barbe Gallois. Il est le frère de Louis Guyardin, et le parrain de son neveu Nicolas Marie Guyardin en 1787; il est alors simple  « prêtre bachelier en théologie de la faculté de Paris ». 
Il est vicaire épiscopal de l'évêque de Meaux. 
Il devient membre du conseil général de Seine-et-Marne à l’automne 1792. Il se déprêtrise et se marie en l’an II. Nommé commissaire près de l’administration centrale de Seine-et-Marne, il est destitué le 11 brumaire an VI. Le 11 germinal an VIII (1er avril 1800), il est nommé conseiller de préfecture mais refuse ce poste. Toutefois, le 20 ventôse an XI (11 mars 1803), il devient secrétaire général de la préfecture de Seine-et-Marne. Il est élu, le 9 mai 1815, représentant de l'arrondissement de Melun à la Chambre des Cent-Jours. Pour cette raison, il est renvoyé en août 1815. Il se fixe alors à Fontainebleau, où il meurt.